# Neofitos Aresti
Neofitos Aresti (gr. Νεόφυτος Αρέστη; ur. 7 marca 1958) – cypryjski judoka, olimpijczyk.
Wystartował w wadze lekkiej (do 71 kg) na igrzyskach olimpijskich w Moskwie (1980). Odpadł w pierwszej rundzie po porażce ze Szwedem Ronnym Nilssonem (przez ippon).